# Lans (Áustria)
Lans é um município da Áustria, situado no distrito de Innsbruck-Land, no estado do Tirol. Tem 6,27 km² de área e sua população em 2019 foi estimada em 1.077 habitantes.